# Maria Michi

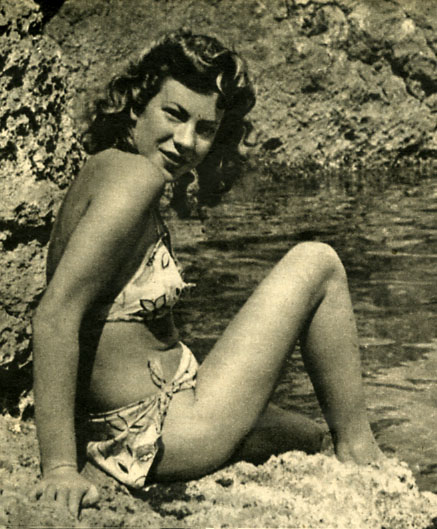
Maria Michi 1946

Maria Michi (* 14. Mai 1921 in Rom, Italien; † 7. April 1980 in Grottaferrata, Italien) war eine italienische Nebendarstellerin. Ihre bekannteste Rolle ist die der Marina Mari in Rom, offene Stadt.

## Leben und Karriere
Michi arbeitete zunächst als Schreibkraft in einer Anwaltskanzlei, dann als Platzanweiserin am Teatro Quattro Fontane in Rom. Sie wurde bemerkt und bekam in der Saison 1942–1943 kleine Rollen in der Gesellschaft von Sergio Tofano und Diana Torrieri. Die Kritikerin Irene Bignardi nannte sie „eine Frau, die der Résistance und der Kommunistischen Partei sehr nahe stand“. 1947 arbeitete sie mit Christian-Jaque in Die Kartause von Parma. Im September 1949 heiratete sie Herzog Augusto Torlonia und verließ die Welt des Kinos, um sich dem Theater zuzuwenden, wo sie insbesondere mit dem Regisseur Guido Salvini zusammenarbeitete. Die Ehe wurde 1956 in San Marino annulliert. In den 1960er und 1970er Jahren nahm sie ihre Filmkarriere wieder auf und drehte 12 Filme, darunter Bernardo Bertoluccis Der letzte Tango in Paris und Tinto Brass’ Salon Kitty, ihr letzter Film.

## Filmografie (Auswahl)
- 1945: Rom, offene Stadt (Roma città aperta)
- 1946: Paisà
- 1947: Fatalità
- 1947: Preludio d'amore
- 1947: L'altra
- 1948: Die Kartause von Parma (La chartreuse de Parme)
- 1961: Liebe, Freiheit und Verrat (Legge di guerra)
- 1969: Die Nonne von Monza (La monaca di Monza)
- 1970: Der Riß (La rupture)
- 1970: Mont-Dragon
- 1972: Edgar Wallace: Das Geheimnis der grünen Stecknadel (Cosa avete fatto a Solange?)
- 1972: Der letzte Tango in Paris (Ultimo tango a Parigi)
- 1975: Irene, Irene
- 1975: Per le antiche scale
- 1976: Salon Kitty